# Хелемский, Яков Александрович
Я́ков Алекса́ндрович (А́йзикович) Хеле́мский (31 января 1914, Васильков, Киевская губерния, Российская империя — 6 сентября 2003, Москва, Россия) — русский поэт и прозаик, переводчик.

## Биография
Родился 18 (31 января) 1914 года в Василькове (ныне Киевская область, Украина). Автор многих популярных песен. Среди них — «Когда поёт далёкий друг», «Пани Варшава», «Как делишки, старик», «Это вам, романтики», «Под нашими спортивными знамёнами».
Музыку к песням на стихи Я. Хелемского писали известные композиторы: М. И. Блантер, В. И. Мурадели, Б. А. Мокроусов, Э. С. Колмановский, Я. А. Френкель, О. Б. Фельцман. Большинство его песен исполнил М. Н. Бернес.
Член ВКП(б) с 1939 года. Участник Великой Отечественной войны, был корреспондентом фронтовых газет «На разгром врага», «Суворовец». Член СП СССР (1945). Член Московского отделения СП.
Скончался в Москве 6 сентября 2003 года. Похоронен на новом Донском кладбище (колумбарий 18, подвальный этаж, зал 15).

## Семья
Жена — Хелемская Мария Наумовна (1912-2001)

Сын — Александр Хелемский (род. 1943), математик, доктор физико-математических наук, автор популярных книг по истории Британии.

## Восприятие
На белорусский язык некоторые стихотворения Хелемского перевёл Рыгор Бородулин.

## Награды и премии
- два ордена Отечественной войны II степени (09.06.1945; 11.03.1985)
- орден Дружбы народов (02.02.1984)
- орден Красной Звезды (18.08.1942)
- орден «Знак Почёта» (05.02.1974)
- медали
- Государственная премия БССР имени Я. Коласа (1980)
- заслуженный деятель культуры БССР (1968)

## Произведения

### Поэзия
- По Орловской земле: Стихи. М., 1944
- В пути: Стихи. М., 1948
- Встречи друзей: Стихи. М., 1955
- Ветераны: Сборник стихотворений. М., 1957
- Там, где ты прошел: Сборник стихотворений. М., 1957
- Середина лета: Стихи. М., 1960
- Улица Луны: Стихи. М., 1964
- Неприкосновенный запас: Стихи. М., 1965
- Вторая половина дня: Сборник стихотворений. М., 1967
- Лирика. М., 1968
- Листва: Стихи. М., 1972
- Из года в год. Минск, 1973
- Избранные стихотворения. М., 1974
- Четвёртая ступень: Сборник стихотворений. М., 1977 (Книга стихов)
- В начале седьмого…: Сборник стихотворений. М., 1981
- Избранное. М., 1983
- Поздние беседы: Книга лирики. М., 1986

### Проза
- Все на одной планете. М., 1965. В соавторстве с Р. Бершадским
- На темной ели звонкая свирель. М., 1971
- За холмами Гренада… М., 1977
- Три года разницы. Документальная повесть о Викторе Некрасове. Журнал «Радуга» (Киев), 2002, № 10, стр. 99-142

### Переводы
- Кулешов А. А. Грозная пуща. М.. 1956 (Библиотека «Огонек»; № 29-30)
- Танк М. Стихи с дороги. М.. 1958
- Танк М. Восток зарей пылает. М., 1959
- Бровка П. А дни идут…М., 1961
- Перевожу стихи товарища. Минск, 1962
- Кулешов А. А. Новая книга. М., 1964
- Ключ: Страницы белорусской лирики. Минск, 1968
- Бровка П. Шаги. М., 1975 (Библиотека «Огонек»; № 39)
- Бровка П. Ты — моя пчелка. Минск, 1976
- Танк М. Нарочанские сосны. Минск, 1977 (Книга новых стихов)
- Четыре мастера: П. Бровка, М. Танк, А. Кулешов, П. Панченко. Минск, 1984 (Книга переводчика)